# Ferenc Radó
Ferenc Radó (în română: Francisc Radó), (n. 21 mai 1921 Timișoara – d. 27 noiembrie 1990 Cluj) a fost un matematician român, evreu din Transilvania. A fost profesor de matematică la Universitatea Babeș-Bolyai din Cluj. A predat și scris în limbile maghiară și română.

## Biografie
Ferenc Radó s-a născut în 1921 într-o familie de evrei în orașul Timișoara. Orașul intrase din 1918 în componența României, iar evreii locuitori ai orașului aveau, în acei ani, în marea lor majoritate, maghiara ca limba maternă. Părinții lui Ferenc Radó erau Arthur Radó și Melita, născută Stillmann.. Radó a învățat la o școală elementară evreiască, apoi s-a distins la învățătură ca elev al Liceului Israelit din Timișoara. În anul 1939 a fost admis la Institutul Politehnic din București, clasându-se pe locul trei dintre circa o mie de candidați la concursul de admitere. Studiile la Politehnică erau de la bun început umbrite de apăsătoarea atmosferă antisemită ce dăinuia acolo încă din anii 1920, studenții evrei fiind adesea victime ale unor acte de agresiune ale membrilor organizațiilor extremiste de dreapta, populare în rândurile multor studenți (La Timișoara nici un student evreu nu a putut să studieze la politehnica locală în anii 1925-1944, din cauza împotrivirii asociației studenților). Legile rasiale împotriva evreilor, introduse în anul 1940 au făcut ca Radó, ca și toți studenții evrei, să fie exclus din facultate, iar mai apoi, să fie trimis în lagăre de muncă. În cei 3 ani în care, sub regimul antonescian, a lucrat în asemenea lagăre, a încercat, în ciuda împrejurărilor, să caute, din când în când, în timpul rămas liber, câte un loc mai ferit, în apropierea săpăturilor, unde să rezolve sau să studieze chestiuni de matematică, care îl pasionau. 
După răsturnarea regimului, la 23 august 1944, și restaurarea constituției democratice, Radó și-a reînnoit studiile, de această dată la Universitatea română „Victor Babeș” din Cluj.
În 1946 și-a terminat studiile universitare și a obținut certificatul necesar pentru a putea preda în învățământul secundar. Întors la Timișoara, el a predat matematica la Liceul Israelit, în care învățase. După ce regimul comunist recent instalat a închis toate școlile private și „confesionale”, inclusiv liceul evreiesc, Radó a predat la un liceu de stat, și apoi,vreme de un an, la Institutul pedagogic din orașul natal.

## Cariera academică
În anul 1950 Radó a devenit cadru didactic la Universitatea Bolyai din Cluj, cu limba de predare maghiară, care în 1959 a fost unită cu Universitatea Babeș în limba română, sub numele Universitatea Babeș-Bolyai. În anul 1969 Radó a fost numit profesor universitar în această instituție, funcție pe care a îndeplinit-o până în anul 1985, când s-a pensionat. 
În paralel, Radó a lucrat ca cercetător principal la Institutul de Calcul al filialei Academiei Române din Cluj.
În anul 1958 el a terminat lucrarea sa de doctorat în domeniul ecuațiilor funcționale și a relațiilor nomografice.
După o perioadă de liberalizare limitată a regimului comunist în anii 1960-1970, i s-a permis lui Rado să fie membru în consiliile redacționale ale revistei științifice Journal of Geometry, care apărea la Basel, și al publicației  Aequationes Mathematicae a Universității Waterloo din Canada, unde a fost în anii 1969-1970 profesor oaspete.
Ferenc Radó s-a făcut cunoscut mai ales prin cercetările sale în domeniul geometriei, al ecuațiilor funcționale, al izometriilor în spații metrice,al ansamblurilor convexe, geometriilor supraanulare, al analizei numerice și grafice, de asemenea în programarea matematică și aplicațiile ei economice.
Radó a publicat articole în presa științifică locală și din străinătate. Primul său articol științific „Remarci asupra unui sistem linear infinit” a fost publicat în românește în anul 1953. În 1955 Radó a predat un curs de nomografie destinat inginerilor și tehnicienilor. După un an l-a publicat în românește sub titlul „Conferințe de nomografie”. Mai târziu Radó s-a interesat de bazele algebrice ale geometriei.
În anul 1963 el s-a folosit de procedeul „branch and bound” în soluționarea problemei programării disjunctive. 
Rado a mai publicat, între altele, în revistele „Gazeta matematică” și Matematikai lapok, de asemenea în revista culturală maghiară din Transilvania, „Utunk”, iar in 1954 a participat la scrierea cărții memoriale dedicate lui János Bolyai si la almanahul anual al revistei culturale maghiare Korunk.

## Selecție de articole
- Two theorems concerning the separation of variables in nomography 1955
- On rhomboidal nomograms 1956
- The best projective transformation of the scales of alignment nomograms 1957
- Functional equations in connection with nomography 1958

## Cărți
- 1954,1958 Analitikus geometria (Geometrie analitică)
- 1956 -  Lecții de nomografie   (cu L. Ball)
- 1958 - Analitikus geometriai példatár (cu Pal Szilágyi) (Carte cu exemple în geometria analitică)
- 1957,1959 - -Feladatgyűjtemény középiskolai matematikai körök számára (Culegere de exerciții pentru cercurile de matematică din licee, cu Erna Kiss) . I-II
- 1979  - Geometrie (cu Gheorghe Galbură)
- 1981  - A geometria mai szemmel (Geometria astăzi, cu Béla Orbán)
- 1983 - Matematikai kislexikon (Mic lexicon de matematică, redactor)

## Premii și distincții
1960,1966 - Premiii de merit ale Ministerului Învățământului din România

## In memoriam
- O sală la facultatea de matematică a Universității Babeș-Bólyai îi poartă numele
- 1993 S-a intemeiat la Cluj-Napoca Societatea pentru cultivarea matematicii „Ferenc Radó”, care editează revista „MatLap”, continuator al gazetei „Matematikai Lapok”
- A fost înființat un concurs anual de matematică pentru liceeni, numit în cinstea aminitirii lui Ferenc Radó